# Naiwniak
Naiwniak (ang. Nobody's Fool) – amerykański komediodramat z 1994 roku w reżyserii Roberta Bentona, zrealizowany na podstawie powieści Richarda Russo. Zdjęcia kręcono w stanie Nowy Jork.

## Obsada
- Paul Newman – Sully
- Jessica Tandy – Miss Beryl
- Dylan Walsh – Peter
- Pruitt Taylor Vince – Rub Squeers
- Gene Saks – Wirf
- Josef Sommer – Clive Peoples Jr.
- Philip Seymour Hoffman – Oficer Raymer
- Philip Bosco – Judge Flatt
- Melanie Griffith – Toby Roebuck
- Bruce Willis – Carl Roebuck
- Catherine Dent – Charlotte
- Shannah Laumeister – Didi

## Nagrody i wyróżnienia
- Oscary 1994
  - Paul Newman - najlepszy aktor (nominacja)
  - Robert Benton - najlepszy scenariusz adaptowany (nominacja)